# الآرامية التوراتية
الآرامية التوراتية هي شكل من أشكال الآرامية المستخدمة في سفري دانيال وعزرا في الكتاب المقدس العبري. وهو يختلف تمامًا عن الترجوم الذي يعد إعادة الصياغة الآرامية والتفسيرات والتوسعات من الكتب المقدسة العبرية.

## التاريخ
قبل 600 سنة من الميلاد، أثناء الأسر البابلي لليهود، بدأت اللغة التي يتحدثها اليهود تتغير من اللغة العبرية إلى الآرامية، وحلت الأبجدية الآرامية محل الأبجدية العبرية القديمة. بعد أن ضمت الإمبراطورية الأخمينية الإمبراطورية البابلية الحديثة قبل 539 سنة من الميلاد، أصبحت الآرامية اللغة الرسمية لكلًا من العامة وأصحاب السلطة. أعلن داريوس الكبير أن الآرامية الإمبراطورية هي اللغة الرسمية للنصف الغربي من إمبراطوريته في عام قبل 500 سنة من الميلاد، والآرامية الإمبراطورية هي أساس الآرامية التوراتية. 
كانت الآرامية الإمبراطورية بمثابة لغة مشتركة في جميع أنحاء الشرق الأدنى القديم من النصف الثاني للقرن الثامن قبل الميلاد إلى نهاية القرن الرابع قبل الميلاد،   وكانت مرتبطة لغويًا حتى مع أقدم مراحل العبرية التوراتية، وكانت تعتبر اللغة الرئيسية للكتاب المقدس العبري.
نُوقش التسلسل الزمني النسبي للآرامية التوراتية أغلبه في تأريخ كتاب دانيال. في عام 1929، جادل هارولد رولي بأن أصل اللغة يجب أن يكون بعد القرن السادس قبل الميلاد، وأن اللغة المستخدمة في تشبه لغة الترجوم أكثر من الوثائق الإمبراطورية الآرامية الموجودة في ذلك الوقت.
جادل آخرون بأن اللغة أقرب ما تكون إلى برديات الفنتين (القرن الخامس قبل الميلاد)، وكذلك أنه ممثل جيد للآرامية الإمبراطورية النموذجية، بما في ذلك أطروحة الدكتوراه لجونغتاي تشوي في مدرسة الثالوث الإنجيلية اللاهوتية. أتخذ كينيث كيتشن موقفًا محايدًا وذكر أن الآرامية في كتاب دانيال متوافقة مع أي فترة من القرن الخامس إلى أوائل القرن الثاني قبل الميلاد. 

## الآرامية والعبرية
العبرية التوراتية هي اللغة الرسمية المستخدمة في الكتاب المقدس العبري. واستعملت اللغة الآرامية فيه حوالي 250 آية فقط من إجمالي أكثر من 23000 آية. كما أنها ترتبط ارتباطًا وثيقًا بالعبرية، كما هو الحال في عائلة اللغة السامية الشمالية الغربية أيضًا. أوجه التشابه والاختلاف الواضحة مذكورة أدناه: 

### التشابه
كلًا من اللغتين العبرية والآرامية قاموا بتبسيط تصريفات الاسم والصفة والفعل. وكان هذا تأثير اللغة العربية الفصحى والبابلية والأوغاريتية بشكل أكبر.

### اختلافات
- أداة التعريف في اللغة الآرامية هي اللاحقة -ā، بينما في العبرية في السابقة h-
- الآرامية ليست لغة كنعانية ولذلك لم تختبر تحوّل حرف العلة الكنعاني من * ā إلى ō.
- في الآرامية، يعمل حرف الجر (dalet)كاقتران، وغالبًا ما يستخدم بدلاً من البناء للإشارة إلى العلاقة المضافة أو الملكية.

## في الكتاب المقدس العبري

### المواقع الغير مختلف فيها
- تكوين 31:47 – ترجمة اسم مكان عبراني، Jegar-Sahadutha Strong's # H3026
- أمثال 31: 2 – يتم استخدام شريط الكلمات الآرامية بدلاً من كلمة ben العبرية المعتادة (كلاهما يعني «ابن»).
- إرميا ١٠: ١١ – توجد جملة واحدة تندد بعبادة الأصنام في منتصف النص العبري.
- دانيال 2: 4 ب – 7:28 – خمس قصص عن دانيال وزملائه ورؤية نهاية العالم.
- عزرا ٤: ٨ – ٦: ١٨ و٧: ١٢ – ٢٦ – اقتباسات من وثائق من القرن الخامس قبل الميلاد حول ترميم الهيكل في القدس.

### المواقع مقترحة
- تكوين 15: 1 – the word במחזה (ba-maħaze, "in a vision"). وفقًا لزوهر (I: 88b)، فإن الكلمة هي الآرامية، كما ستكون الكلمة العبرية المعتادةבמראה ba-mar'e).
- عدد 23:10 – the word רבע (rôḇa', usually translated as "stock" or "fourth part"). يستشهد جوزيف هـ. هيرتز، في تعليقه على هذه الآية، بادعاء فريدريك ديلتش (مذكور في William F..
- Job 36:2a ("כַּתַּר־ לִ֣י זְ֭עֵיר וַאֲחַוֶּ֑ךָּ") – يذكر راشد في تعليقه على الآية أن العبارة مكتوبة باللغة الآرامية.
- مزمور 2:12 – the word בר (bar) is interpreted by some Christian sources (including the King James Version) to be the Aramaic word for "son" and renders the phrase נשקו-בר (nashəqū-bar) as "kiss the Son," a reference to يسوع. المصادر اليهودية وبعض المصادر المسيحية (بما في ذلك فولجاتا جيروم) تتبع القراءة العبرية لـבר "purity") and translate the phrase as "embrace purity." انظر المزمور 2 لمزيد من النقاش حول الجدل.

## التسمية الكلدانية الخاطئة
لقرون عديدة، على الأقل من زمن جيروم ستريدون (توفي 420)، أُسيء تسمية الآرامية التوراتية باسم «الكلدانية»    ظلت هذه التسمية شائعة في الدراسات الآرامية القديمة، واستمرت حتى القرن التاسع عشر.    وتخلي عن التسمية الخاطئة «الكلدانية»، عندما بينت الكثير من الأبحاث بشكل قاطع أن اللهجة الآرامية المستخدمة في الكتاب المقدس العبري لم تكن مرتبطة بالكلدان القدماء ولغتهم.   

## أنظر أيضا
- الدراسات الآرامية
- دراسات الكتاب المقدس
- العبرية الإسرائيلية
- لغة يسوع